# Kirche Waldau (Bernburg)

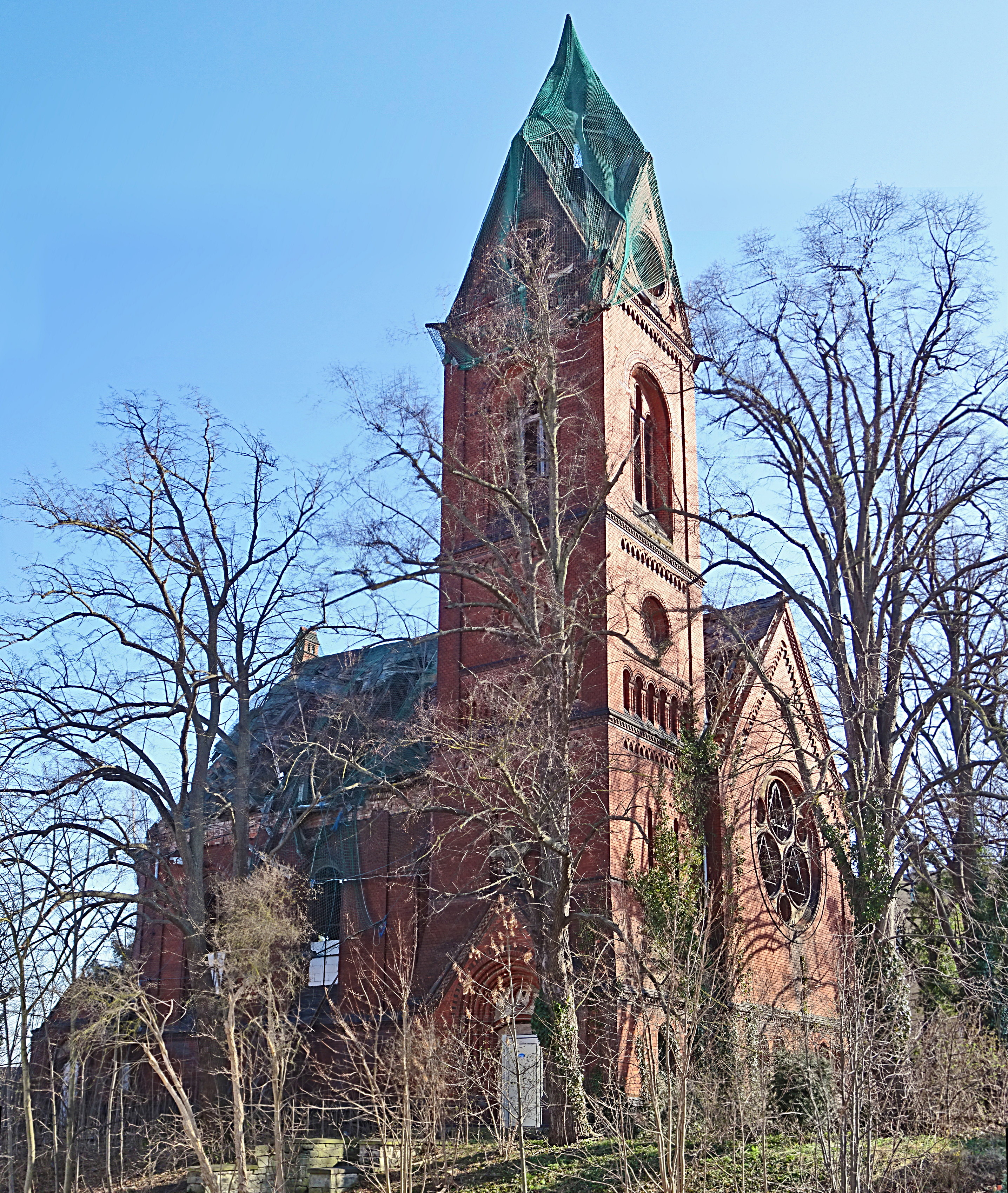
Kirche Waldau von Nordwesten (2022)

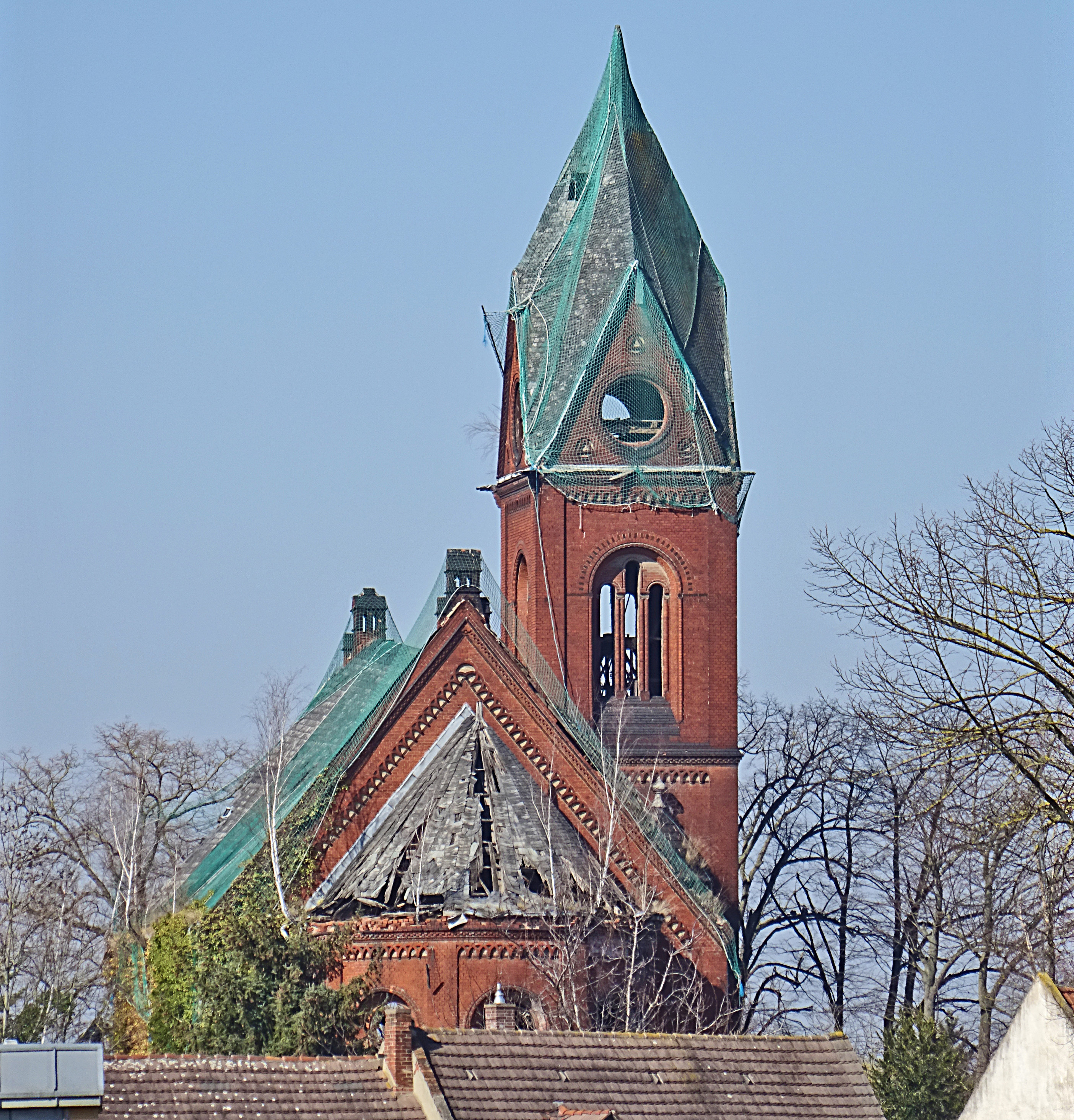
Kirche Waldau von Osten (2022)

Die Kirche Waldau ist ein Kirchengebäude im zu Bernburg gehörenden Stadtteil Waldau in Sachsen-Anhalt. Sie sollte der Nachfolger der alten Kirche von Waldau werden und erhielt daher dasselbe Patrozinium „St. Stephanus“, weshalb sie zumeist „Neue Stephanuskirche“ genannt wurde. Heute wird sie häufig als „Rote Kirche“ und gelegentlich als „rote Stephanuskirche“ bezeichnet. Die Kirche steht unter Denkmalschutz und ist als Baudenkmal mit der Erfassungsnummer 094 60599 im Denkmalverzeichnis des Landes registriert.

## Geschichte
Die Kirche entstand in den Jahren von 1890 bis 1893 nach Plänen von Johannes Otzen und wurde 1894 eingeweiht. Seit 1953 wurde die Kirche nur noch unregelmäßig für kirchliche Sonderveranstaltungen genutzt, der letzte Gottesdienst fand im Jahr 1970 statt. Seither verfällt das Gebäude und befindet sich mittlerweile in einem ruinösen Zustand. Das Dach des Schiffs ist in Teilen eingestürzt.
Im Jahr 1990 erfolgte der Verkauf der Kirche an privat. Im Jahr 2000 wurde das Dach mit Netzen geschützt. Die Stadt Bernburg erwarb sie im Rahmen einer Zwangsversteigerung im Mai 2014 für 2480 Euro und erwog zwischenzeitlich ihren Abriss, aber auch den Umbau zu einem Senioren- oder Generationenhaus. Zuvor waren Versteigerungsversuche gescheitert. Zudem litt das Gebäude unter zunehmendem Vandalismus. 2016 wurde überlegt, die Kirche weiterzuverkaufen und eventuell die benachbarte Schule mit zu veräußern, um so einen Anreiz zu schaffen.
Nach einem Ortstermin 2019 waren sich die Stadträte ohne Gegenstimme einig, dass das Gebäude trotz großer Schäden erhaltenswert sei. Im Jahr 2021 wurden in einer Bachelorarbeit der Hochschule Hildesheim/Holzminden/Göttingen Umnutzungskonzepte vorgestellt: Eine Variante war eine gastronomische Nutzung, die andere die Unterbringung der Kinderbibliothek. Das Gutachten eines Architekten bescheinigte dem Gebäude „solide Bauweise“. Aus eigener Kraft konnte die Stadt den notwendigen Betrag von 840.000 Euro aber nicht finanzieren, weshalb Fördergelder beantragt wurden, die seit 2022 bereitstehen. Alternativen wären der Abriss (400.000 €) oder die Notsicherung des Daches und damit der Ruine (600.000 €) gewesen.
Die Sanierung sollte 2023 beginnen und zunächst vor allem das Dach betreffen. Parallel dazu war geplant, einen Investor zu suchen und eigene Nutzungsmöglichkeit, z. B. als Veranstaltungsort, zu prüfen. Im Jahr 2023 rückte man dann allerdings von einer vollständigen Rettung ab, da sich diese deutlich verteuert hatte. Stattdessen entschied man sich nun nur noch für die Notsicherung der Ruine sowie den Versuch weitere Fördergelder einzutreiben. Dies beinhaltete auch den Abbau des Kirchturmdaches.

## Baubeschreibung
Die Kirche wurde im neuromanischen Stil erbaut. Dies wurde auch im Centralblatt der Bauverwaltung herausgestrichen, das 1890 zu den neuesten Kirchbauten Otzens schrieb: „In einem Falle, bei der Bernburg-Waldauer Kirche, ist der Künstler von dem gewohnten Wege abgegangen und hat sich augenscheinlich mit Rücksicht auf den Baustein und die Stilüberlieferung der Gegend, zu einer Hausteinkirche romanischer Bauweise entschlossen.“ Letztendlich entschied man sich offensichtlich für einen Ziegelbau, wobei auch neugotische Elemente wie Fensterrosen oder andere gotische Details Verwendung fanden.
Der Kirchturm befindet sich an der Nordwestecke des Baus neben dem Kirchenschiff. Er wird horizontal durch Gesimse und Friese gegliedert, die zum Teil gotisch gestaltet wurden. Die Fensteröffnungen sind mehrheitlich neuromanisch, aber auch hier herrscht zum Teil Eklektizismus vor. So gibt es im Mittelgeschoss eine an Arkadengänge erinnernde Aufreihung von zurückgesetzten rundbogigen Öffnungen, in denen sich schmale Fensteröffnungen befinden. Ihre Wirkung wird durch die Hinzufügung von Doppelsäulen mit angedeuteten Kapitellen erhöht. An der Turm-Nordseite befindet sich ein rundbogiges Stufenportal, an der Ostseite ein Treppenturm, der die Detailelemente des Turms weiterführt.
Das Kirchenschiff ist dreiachsig und besitzt rundbogige Fensteröffnungen. Die Fenster selbst sind nicht erhalten. An der Ostseite des Langhauses befindet sich die Apsis, die durch Lisenen vertikal gegliedert wird und Okuli aufweist.
Die Ausstattung ist nicht erhalten. Sogar alle Holzverkleidungen und Treppengeländer sowie die Orgel wurden entfernt. Reste der Wandbemalung sind erhalten. Die gemauerten Emporen wurden zwischen die Wandpfeiler eingefügt.